# Campagne présidentielle d'Emmanuel Macron en 2017
Pour des articles plus généraux, voir Emmanuel Macron et Candidats à l'élection présidentielle française de 2017.

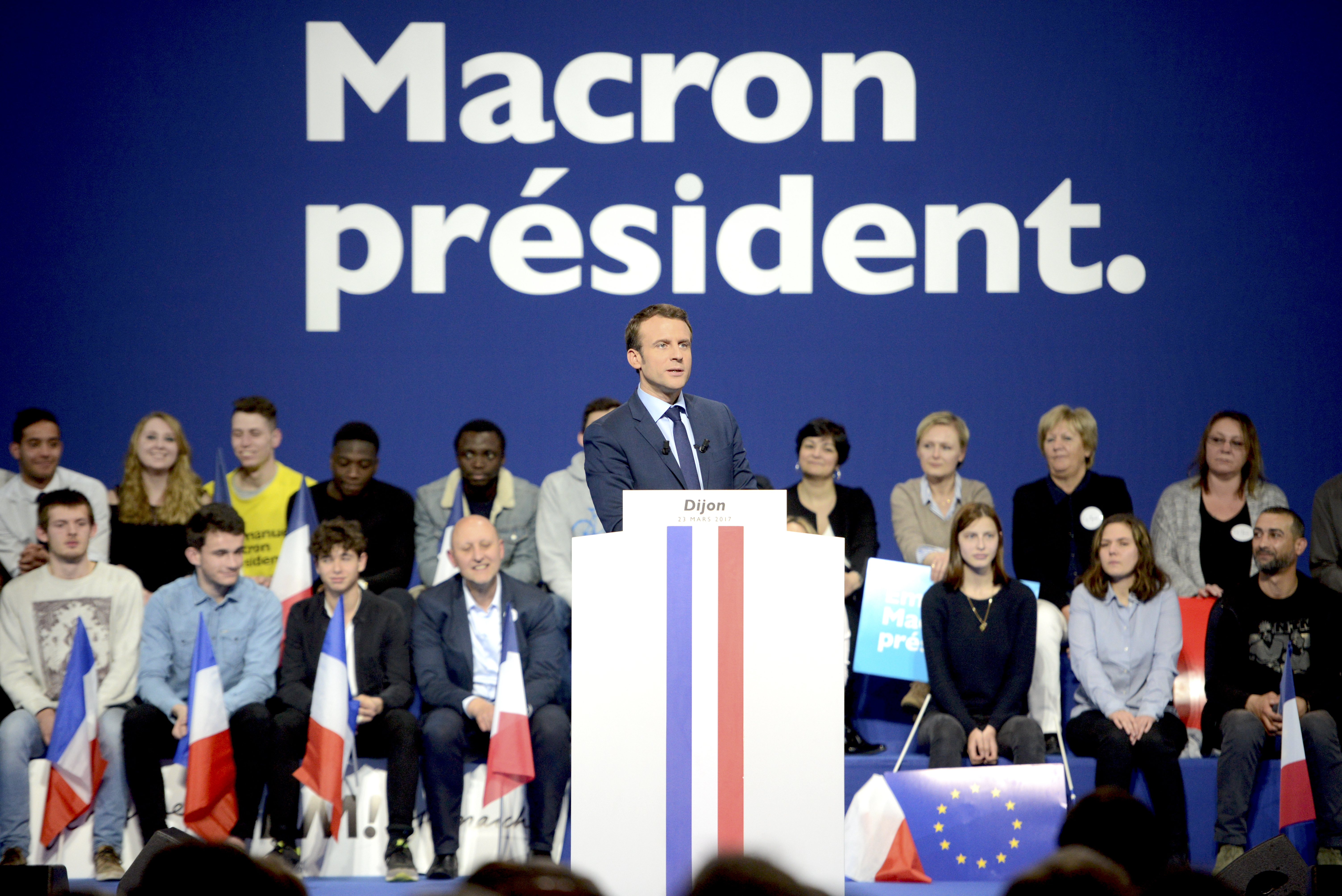
Meeting d'Emmanuel Macron au Zénith de Dijon le 23 mars 2017.

La campagne présidentielle d'Emmanuel Macron en 2017 est une importante campagne électorale française ayant marqué les quatre premiers mois de l'année 2017 en France.

## Annonce de candidature et dynamique
En avril 2016, après avoir présenté le mois précédent François Hollande comme « le candidat légitime » de son camp, le ministre de l'Économie, Emmanuel Macron, fait part de sa volonté de se présenter à l'élection présidentielle,,. Il refuse de participer à la primaire de la gauche et annonce sa candidature le 16 novembre 2016,,. Le Monde souligne que « jamais aventure personnelle comme la sienne n'a été couronnée de succès sous la Ve République ». Certains comparent sa dynamique et son positionnement à la candidature de François Bayrou en 2007,. Bénéficiant d'une importante couverture médiatique, il est parfois présenté comme le « candidat des médias »,. Son premier ouvrage, Révolution, figure parmi les meilleures ventes de livres en France à la fin de l'année 2016,,. Finalement, le 1er décembre 2016, François Hollande renonce à se représenter.

## Financement et programme
Pour financer sa campagne, Emmanuel Macron organise d'importantes collectes de fonds,,. Des opposants et journalistes l'accusent d'avoir utilisé de l'argent public pour favoriser sa candidature après la révélation qu'il a utilisé en huit mois plus de 120 000 € de son ministère pour organiser des dîners : selon les journalistes Frédéric Says et Marion L'Hour, il a utilisé ses frais de représentation du ministère de l'Économie « pour faire son réseau avec les personnalités qui comptent, et pas seulement dans le domaine de l’économie », afin de lancer En marche puis sa campagne présidentielle. Finalement, avec 16,6 millions d'euros de dépenses, la campagne d'Emmanuel Macron sera la plus coûteuse de tous les candidats. Un an après l'élection, il est révélé qu'Emmanuel Macron a bénéficié de rabais significatifs de la part d'entreprises prestataires lors de sa campagne présidentielle. Toutefois, les comptes du candidat sont validés par la CNCCFP. À partir de novembre 2018, le financement d'En marche fait l'objet d'une enquête en raison de l'origine non identifiée de 144 000 euros de dons. En juillet 2021, le président de l'association de financement du parti Christian Dargnat et le trésorier de l'association Emmanuel Miquel sont rappelés à la loi concernant la « non-communication à la CNCCFP des éléments détaillés des dons », et le parquet de Paris classe l'affaire sans suite, déclarant n'avoir « pas pu démontrer d’infraction aux règles » et attestant que « ces dons étaient bien des dons de personnes physiques et n’ont pas dépassé le plafond ».
En 2019, les données concernant les dons des particuliers au candidat Emmanuel Macron ont été obtenues auprès de la Commission nationale des comptes de campagne et des financements politiques. Elles révèlent l'histoire d'une levée de fonds sans précédent, 15 994 076 euros entre la création d'En Marche en mars 2016 et décembre 2017. 48 % de ces dons sont en provenance de "seulement" 1 212 dons de 4 500 euros et plus par des grands donateurs. 
Les principales critiques à son encontre portent sur le supposé flou entourant son programme,,. La droite le présente également comme le « dauphin » de François Hollande en raison de ses anciennes fonctions ministérielles et du fait qu'il rallie à sa candidature un certain nombre de personnalités de gauche, notamment Manuel Valls,,. Jean-Christophe Cambadélis menace cependant les membres du Parti socialiste qui soutiendraient Emmanuel Macron de sanctions, voire d'exclusions. Le 22 mars 2017, Le Canard enchaîné indique que le parti d'Emmanuel Macron travaille à une alliance électorale avec le Parti socialiste afin de disposer d'une majorité en cas de victoire. Mais Emmanuel Macron exclut toute alliance avec le PS. Après l'avoir critiqué, François Bayrou annonce qu'il n'entend pas se présenter à l'élection présidentielle et propose une alliance à Emmanuel Macron, qui l'accepte,.

## Qualification au second tour
À la suite de la révélation de plusieurs affaires concernant le candidat de la droite François Fillon, qui était donné largement favori, Emmanuel Macron progresse dans les intentions de vote au premier tour,. Le 23 avril 2017, il arrive en tête du premier tour de l'élection présidentielle avec 24,01 % des suffrages exprimés. Il se qualifie ainsi pour le second tour face à Marine Le Pen.

## Durant l'entre-deux-tours
Dans son discours suivant le premier tour, Emmanuel Macron remercie François Fillon et Benoît Hamon, qui lui ont apporté leur soutien en vue du second tour, et appelle à un large rassemblement derrière lui. Il reçoit le soutien de plusieurs personnalités, dont celui de François Hollande et celui de l'ancien président des États-Unis Barack Obama,.
Le début de l'entre-deux-tours est marqué par le duel à distance entre les deux candidats sur le parking de l'usine Whirlpool d'Amiens, menacée de délocalisation, où Marine Le Pen se rend par surprise peu avant l'arrivée prévue de son concurrent qui a prévu d'échanger avec les salariés. Le débat télévisé qui oppose Emmanuel Macron à Marine Le Pen, le 3 mai 2017, est d'une violence inhabituelle. Si le candidat d'En marche est plutôt considéré comme le vainqueur de la confrontation, c'est surtout la faiblesse de Marine Le Pen qui est soulignée. D'après Gérard Courtois, éditorialiste au Monde, ce débat est le premier à avoir sensiblement modifié le rapport de force entre les deux candidats finalistes d'une élection présidentielle au regard de l'agrandissement de l'écart observé entre Emmanuel Macron et Marine Le Pen.
Après des tentatives d'hameçonnage en mars 2017 (affaire des MacronLeaks), des milliers de documents internes à l'équipe de campagne d'Emmanuel Macron sont piratés et diffusés sur Internet le 5 mai 2017,,. La Commission nationale de contrôle de la campagne électorale demande aux organes de presse « de ne pas rendre compte du contenu de ces données ». Accusée, la Russie nie toute implication. En juin 2017, après l’élection et enquête, le directeur de l'ANSSI, Guillaume Poupard, indiquera que « l'attaque était si générique et simple qu'elle pourrait être quasiment l'œuvre de n’importe qui » et qu’il n’y a aucune trace d'implication de la Russie,.

## Victoire face à Marine Le Pen

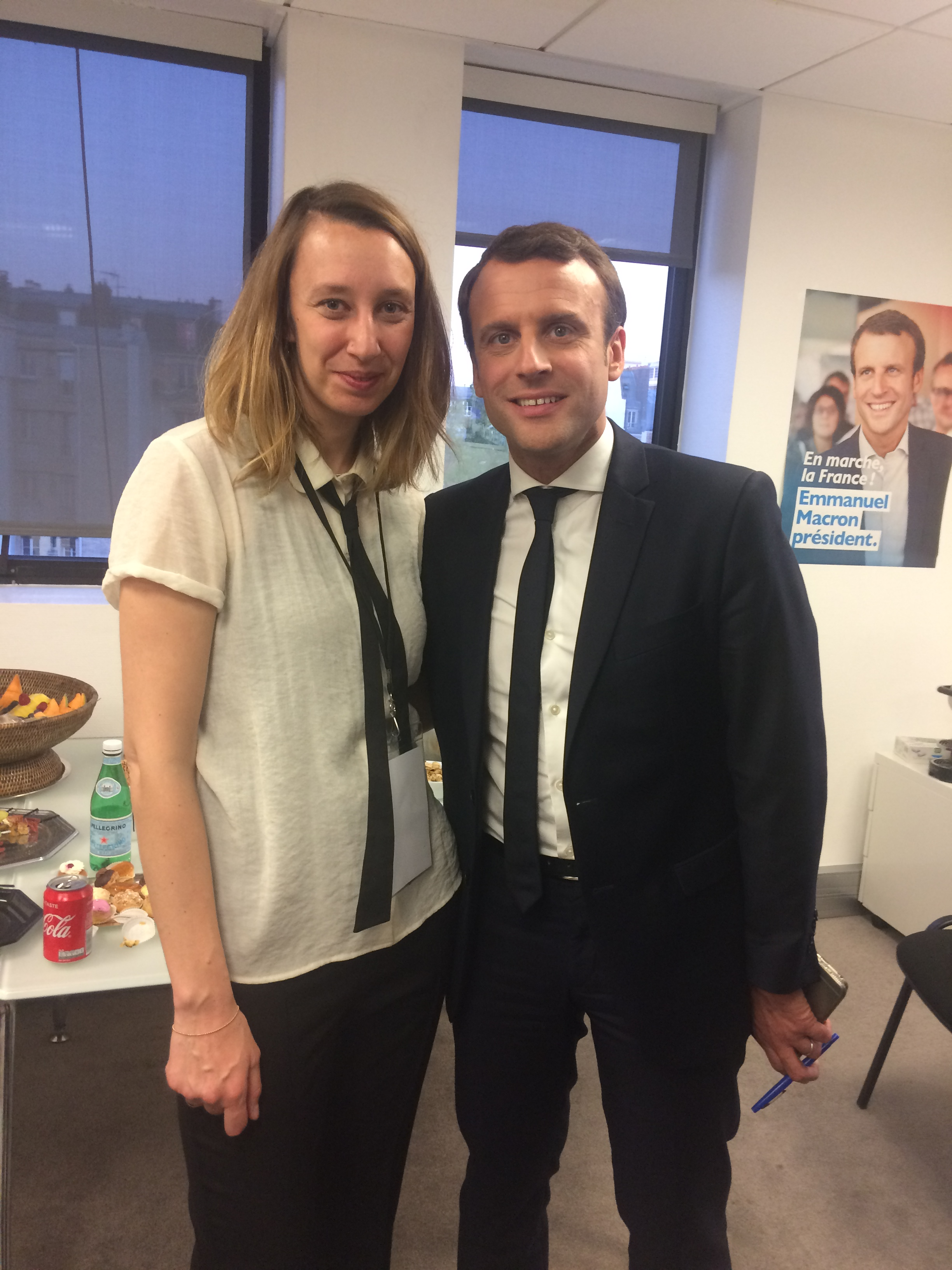
Emmanuel Macron (droite) posant avec un de ses soutiens le soir du premier tour de l'élection présidentielle française de 2017.

Le 7 mai 2017, il est élu président de la République avec 66,10 % des suffrages exprimés, contre 33,90 % pour Marine Le Pen. Ce second tour est marqué par un nombre record d'abstentions et de bulletins blancs ou nuls : 25,4 % d'abstentions, 6,4 % de votes blancs et 2,2 % de votes nuls. Emmanuel Macron a ainsi recueilli le vote de 43 % des électeurs inscrits sur les listes électorales, ce qui est comparable aux résultats des précédentes élections présidentielles.
Au lendemain de son élection à l'Élysée, il démissionne de la présidence d'En marche, dont Catherine Barbaroux assure l'intérim en vue des élections législatives,.
Emmanuel Macron est perçu comme un réceptacle de la demande de renouvellement du personnel politique,. Sa trajectoire a pu être comparée à celle de Charles de Gaulle en 1958 pour sa capacité à s'imposer dans un paysage politique à bout de souffle et à le recomposer,,,.

## Promesses
Un mois avant l'élection présidentielle française de 2022, France Info et BFM TV font un bilan du mandat d'Emmanuel Macron par rapport à ses promesses de 2017. France Info note que sur 100 promesses évaluées, 46 ont été tenues, 28 en partie tenues et 26 non tenues,,.